# ローラン・ルセイ
ローラン・ルセイ（Laurent Roussey, 1961年12月27日 - ）は、フランス・ガール県・ニーム出身の元同国代表サッカー選手、現サッカー指導者。

## 略歴
1976年よりASサンテティエンヌのユースチームに所属し、1977年にプロデビュー。1981年には同チームでリーグ優勝を果たした。
1991年、現役を引退し、アマチュアリーグで監督としてのキャリアをスタート。以後、フランスとスイスのチームで指揮を執っている。

## 代表歴
1982年10月6日、親善試合ハンガリー代表戦でフランス代表デビューし、初得点した。

## クラブ
- ASサンテティエンヌ 1977-1983
- トゥールーズFC 1983-1985
- スポルタン・トゥーロン・ヴァール 1985-1987
- オリンピック・アレス 1987-1988
- FCローザンヌ・スポルト 1988-1989
- レッドスターFC93 1989-1991

## 指導歴
- サン・ポーロワFC(fr) 1991-1995
- FCルーアン 1995-2000
- USクレテイユ＝リュシタノ 2000-2001
- FCシオン 2001-2002
- リール 2002-2006 アシスタント(監督:クロード・ピュエル)
- ASサンテティエンヌ 2006-2007 アシスタント(監督:イワン・ハシェック)
- ASサンテティエンヌ 2007-2008.11
- FCシオン 2011.2-2012
- FCローザンヌ・スポルト 2012-2013.10
- FCシオン 2013.10-2014.2
- USクレテイユ＝リュシタノ 2015.12-2016

## タイトル
選手
- ASサンテティエンヌ

ディヴィジオン・アン (1):1981
監督
- FCシオン

スイス・カップ (1): 2011